# テレンギト人
テレンギト人（Telengits）は、ロシア・アルタイ共和国に住むテュルク系民族。

## 概要
人種はモンゴロイドに属して、多少はコーカソイドの血も混じっている。
主にアルタイ共和国・コシュ＝アガチスキー(Kosh-Agach)地域に住む。南アルタイ人のうちの一民族であり、彼らの他にはアルタイ人、テレングット人、トロス人がいる。